# 狮泉河
狮泉河又叫森格藏布（藏語：སེང་གེ་གཙང་པོ／སེང་གེ་ཁ་འབབ，威利转写：seng ge gtsang po / seng ge kha 'bab），是印度河上游主干流和河源。狮泉河发源于冈底斯山脉冈仁波齐峰东北方向的切日阿弄拉山口西侧，源头位于中国西藏阿里地区革吉县境内，源头溪流名为邦果贡。源头坐标：东经81°48′42″，北纬31°18′44″，源头海拔高程5469.8米。进入克什米尔地区后称印度河。狮泉河流域面积27450平方公里，河长430公里。
主要支流有噶爾藏布、朗曲、赤左藏布、色朗藏布等。